# Statthalter Erfurts
Der Kurfürstlich-Mainzische Erfurter Staat wurde von Vizedoms und Statthaltern im Auftrag der Erzbischöfe von Mainz von 1664 bis 1802 verwaltet, die ab 1699 in der Kurmainzischen Statthalterei ihren Sitz hatten.

## Vorgeschichte
Die erste urkundliche Erwähnung Erfurts liegt im Jahr 742. Bald danach wurde Erfurt kirchlich dem Bistum Mainz zugeordnet. Obwohl Erfurt etwa seit dem Jahr 1000 auch bezüglich der weltlichen Herrschaft dem Erzbischof von Mainz untergeordnet war, gelang es der Stadt das ganze Mittelalter hindurch ihre Selbständigkeit gegenüber Mainz weitestgehend zu behaupten. Im Ergebnis des 1648 ausgehandelten Westfälischen Friedens bekam der Kurfürst von Mainz erneut seine territorialen Rechte an Erfurt bestätigt.
Da sich Erfurt diesem nach dem Dreißigjährigen Krieg ausgehandelten Ergebnis weiterhin verweigerte, wurde durch den Kurfürst-Erzbischof von Mainz Johann Philipp von Schönborn die über Erfurt verhängte Reichsacht im Jahr 1664 vollstreckt. Mit militärischen Mitteln wurde die Stadt am 5. Oktober 1664 nach einer Belagerung durch das Heer des Erzbischofs, dem 15.000 Soldaten, darunter 6.000 Franzosen, angehörten, unterworfen. 
Die Stadt und deren Landgebiet, aber auch wichtige Bereiche der kommunalen Selbstverwaltung, fielen an Mainz. Mit dieser „Reduktion“ endete Erfurts Unabhängigkeit.

## Kurfürstlich-Mainzischer Erfurter Staat
Mit der Machtübernahme durch Kurmainz wurde das Erfurter Gebiet mit 72 Ortschaften und der Stadt Sömmerda in sieben Vogteien und sechs Ämtern verwaltet. Diese Verwaltungsaufteilung entstammte noch der Zeit von vor 1664. Durch Graf Boineburgs Verwaltungsreform von 1706 entstanden acht Ämter, später neun. Die Vorsteher dieser Ämter waren die Amtmänner.
Das gesamte Erfurter Gebiet belief sich auf 16 Quadratmeilen mit etwa 40.000 Einwohnern. Kurmainz ließ die Regierungsgeschäfte von 1664 bis 1802 durch seine Verwalter leiten. Diese waren von 1664 bis 1675 als Vizedoms, danach als Statthalter dem Mainzer Hofrat und der Hofkammer unterstellt. Die Statthalter waren gleichzeitig diplomatische Vertreter von Kurmainz an den sächsischen Höfen von Eisenach und Gotha.
Dem Machterhalt dienten die 1200 bis 1500 Mainzer Soldaten, welche vertragsgemäß in der Kurmainzischen und der Kaiserlichen Garnison in Erfurt stationiert waren.
Das Amt eines Statthalters zu Erfurt durfte nur einem der 24 Domkapitulare übertragen werden, wie es in der Wahlkapitulation des Kurfürsten Damian Hartard von der Leyen im Jahre 1675 festgelegt worden war. Die adligen Domkapitulare bildeten in der Kurmainzer Hierarchie die mit zahlreichen Ämtern in Verwaltung und Regierung ausgestattete Spitze. Die Mitglieder der Domkapitulare wiederum stammten aus dem Mainzer Stiftsadel.
1802 kam der Erfurter Staat gemäß dem preußisch-französischen Vertrag als Entschädigung zum Königreich Preußen, womit die Zeit der Mainzer Statthalter in Erfurt endete.

## Liste der Statthalter Erfurts
1. 1664–1667: Philipp Ludwig Freiherr von Reiffenberg, anschließend eingekerkert
2. 1667–1674: Friedrich von Greiffenclau, anschließend Vizedom im Rheingau
3. 1675–1675: Johann Heinrich Daniel Freiherr Ritter von Groenestein
4. 1675–1679: Anselm Franz Freiherr von Ingelheim, anschließend Kurfürst und Erzbischof von Mainz
5. 1679–1697: Johann Jakob Waldbott von Bassenheim, beigesetzt in St. Wigbert
6. 1699–1702: Gottlieb Philipp Josef Faust von Stromberg, beigesetzt im Erfurter Dom
7. 1702–1717: Philipp Wilhelm Reichsgraf von Boineburg, beigesetzt in St. Wigbert
8. 1717–1732: Friedrich Wilhelm Freiherr von Bicken, beigesetzt in St. Wigbert
9. 1732–1760: Anselm Franz Ernst Freiherr von Warsberg, beigesetzt in St. Wigbert
10. 1763–1766: Karl Joseph Adolf Lukas Freiherr Schenk von Schmidtburg, beigesetzt in St. Wigbert
11. 1766–1770: Karl Wilhelm Joseph Adam Freiherr von Breidbach zu Bürresheim, beigesetzt in St. Wigbert
12. 1771–1802: Karl Theodor Maria von Dalberg, anschließend Kurfürst und Erzbischof von Mainz, 1806 Fürstprimas, später Großherzog von Frankfurt, gestorben als Diözesanbischof von Regensburg 1817, beerdigt im Regensburger Dom.